# Kaptárkői-barlang
A Kaptárkői-barlang Magyarország megkülönböztetetten védett barlangjai között volt. A Duna–Ipoly Nemzeti Parkban lévő Tétényi-fennsíkon található. A Tétényi-fennsík leghosszabb barlangja. Régészeti leletek kerültek elő belőle.

## Leírás
A Tétényi-fennsíkon, Érd és Diósd közigazgatási határának a közelében, a Szidónia-hegy meredek, keleti oldalának a felső részén, körülbelül 20 méterrel a völgy talpa felett, egy sziklakibúvásban nyílik. A diósdi kaptárkövektől és az érdi Kutyavártól nem messze van a bejárata. A Kaptárkői 2. sz. forrásbarlang bejárata körülbelül 10 méterre van a Kaptárkői-barlang bejáratától. A diósdi Hegyalja utca 25. számú ház telkén, magánterületen található, mesterségesen téglalap alakúra formált bejárata 0,9 méter széles, 1,7 méter magas és egy ajtókeret van rajta.
Középső miocén tortonai mészkőben alakult ki. Tektonikus törésvonalak mentén jött létre, a felszínről befolyó csapadék vizének a korróziós hatására és kifagyásos kőzetaprózódással. Vízszintes és hálózatos barlang. Egyes helyeken nagyon közel van a barlangjárat teteje a felszínhez. Nincsenek benne képződmények. A barlang 30 méter hosszú, 0,6 méter mély, 4,6 méter magas és 5,2 méter függőleges kiterjedésű. Engedéllyel látogatható és a megtekintéséhez barlangjáró alapfelszerelés szükséges. A barlang illetékes természetvédelmi hatósága a Duna–Ipoly Nemzeti Park.
A barlang nyilvántartott régészeti lelőhely és régészeti lelőhely-azonosító száma 10172. Nemeskéri János, Gallus Sándor és Mithay Sándor végezték el a régészeti átvizsgálását a barlang 14 méter hosszú folyosójának és az első, kis termének. A barlang sziklatalpán 30–40 centiméter vastag volt a kitöltés. Ekkor cserépedény-töredékek és csonttöredékek kerültek elő a bejárattól körülbelül hét–nyolc méterre Halász Árpád szerint. A „Magyarország régészeti topográfiája” című könyvben az olvasható, hogy a barlang belseje régészeti anyagot nem tartalmazott, csak a barlang bejáratában és a barlang előterében, a humuszból került elő egy-két cserép, valamint Halász Árpád is talált a barlang előterében és a barlang bejáratában régészeti leleteket. A gyűjtött leletek, amelyek középső rézkori, késő bronzkori és késő kelta koriak a Magyar Nemzeti Múzeumba kerültek. Valószínűleg a múzeumban keverték a lelőhely anyagához a bükki kultúrába sorolható öt cserepet.
A középső rézkori leletanyagban található füles fazék és a harangos csőtalpú tál töredék Patay Pál szerint a bodrogkeresztúri kultúra észak-magyarországi, perifériális, helyi színezetű csoportjához tartoznak. Kalicz Nándor viszont a ludanicei csoporthoz sorolta. A középső rézkorba sorolható néhány kettős, kúpos tál töredéke is. Halász Árpád gyűjtéséből kerültek a Magyar Nemzeti Múzeumba a nagyrévi kultúrához tartozó seprűdíszes és díszítetlen cserepek is. Egy síkozott perem késő bronzkori és egy szürke urna töredéke késő kelta.
Halász Árpád 1937-ben egy történetet hallott idős, érdi emberektől, amelyet feljegyzett. A történet szerint a településen élt a római korban egy római család. A családnak volt egy Szidónia nevű leánya, aki egyszer eltévedt a környéken. Az apja hiába kereste, mert a leány bement a barlangba és ott halt meg. Sohasem találták meg. Azért nevezték el a hegyet Szidóniának, hogy az embereket emlékeztesse a szerencsétlenségre. Halász Árpád megjegyezte az esettel kapcsolatban, hogy nem lehet eltévedni a barlangban, mert a barlang kicsi. Egy másik, a barlanggal és a barlang egyik régi nevével összefüggő történet szerint Hamzsa bég az egyik Szapáry grófot a barlangban leláncoltatta. De ez a történet helytelen, mert a kastély mesterséges pincéjében volt leláncolva Szapáry.
1964-ben volt először Kaptárkői-barlangnak nevezve a barlang az irodalmában. A barlang közelében található kaptárkövek miatt lett Kaptárkői-barlang a barlang neve. Előfordul a barlang az irodalmában Hamzsa bég barlang (Halász 1963), Hamzsabégi-barlang (Kordos 1984), Kaptár-kői-barlang (Kordos 1984), Kaptárkői barlang (Balázs 1964), Kaptárkői-sziklahasadék (Ozoray 1962), Rókalyuk-barlang (Kalicz 1966), ilyen nevű barlangból több van Magyarországon (Rókalyuk-barlang), Rókalyúk-barlang (Kalicz 1966), Szidónia-barlang (Balázs 1965) és Szidónia barlang (Patay 1960) neveken is. Régen a környéken élők Hamzsa bég barlang néven ismerték, de 1963-ban Halász Árpád javasolta, hogy Szidónia barlang legyen a neve, mert az érdi mesterséges Szapáry pincének is Hamzsa bég barlang volt a neve. Az Élelmiszertartó-fülke azért kapta a nevét, mert Halász Árpádék benne tárolták az élelmiszert és a szerszámokat. A Geológiai meder nevű rész azért kapta ezt a nevet, mert itt volt a barlangban a legtöbb kitöltés. A Denevérek csarnoka, vagy más néven Denevér-csarnok az itt tartózkodott denevérek miatt lett így elnevezve. A Bazilika nevű rész egy kupola alakú barlangrész és ezért kapta ezt a nevet.

## Kutatástörténet
1935. április 10-én találta meg a barlang földdel és kőzettörmelékkel eltömődött bejáratát Halász Árpád. A barlang bejárata akkor a Károlyi család birtokához tartozott és a barlang bejáratára az erdőt őrző Rozs János hívta fel a figyelmét. Rozs János azt mondta neki, hogy a hegyoldal üregeibe menekülő rókákat nem lehet füstöléssel kiűzni az üregekből és ezért valószínűleg egy nagy üreg van a sziklában. Halász Árpád öt év alatt a barlang fő járatát járhatóvá tette a fő járat kitöltésének eltávolításával. 1940. április 10-én a Magyar Nemzeti Múzeum régészeti osztálya végzett a barlangban ásatást.
1940-ben Halász Árpád megrajzolta a barlang alaprajz térképvázlatát, amelyre a régészeti leletek előkerülési helyét is bejelölte. Ebben az évben megrajzolta a barlang Bazilika nevű termének alaprajz térképét és keresztmetszet térképét. A barlang a Halász Árpád által végzett felmérés alapján 52 m hosszú és 36 m az alaprajzi hossza. 1954-ben, az előzményekről nem tudva, a Kinizsi TE barlangkutatói próbabontást végeztek a barlang egyik lefelé tartó, szűk hasadékában, hogy megnöveljék a barlang hosszát, de próbálkozásuk nem járt eredménnyel. Az 1958-ban megjelent, Patay Pál által írt könyvfejezet szerint a bodrogkeresztúri kultúra Pestnél átlépte a Dunát, amit pl. a Szidónia-hegy barlangjában (Érdliget) felfedezett edényleletek bizonyítanak (Magyar Nemzeti Múzeum Adattár 9. É. – MNM 4/1943–1–4. és 44/1943–1–5. leltári szám. Elképzelhető, hogy a Pilisszántói-kőfülke is (akárcsak az érdligeti barlang) a bodrogkeresztúri kultúra emberének lakóhelye volt.
Ozoray György az 1962. évi Karszt és Barlang 1. félévi számában ismertette a Kaptárkői-sziklahasadékot. A publikációban az van írva, hogy Ozoray György figyelmét a barlangra Polgár Dezső, az Érdi Vízműtársulat egyik vezetője hívta fel. Ozoray György a barlangot 6 m hosszúnak mérte. Megállapította, hogy a barlang vége három hasadékká ágazik szét, amelyek járhatatlanul szűkek. A tanulmányban publikálva lett a Kaptárkői-barlang alaprajz térképe és 3 keresztmetszet térképe. Az alaprajz térképen, amelynek használatához a térképlapon fel van tüntetve az É-i irány, megfigyelhető a 3 keresztmetszet elhelyezkedése a barlangban. A cikkben látható egy fekete-fehér fénykép, amelyen megfigyelhető a Kaptárkői-barlang bejárata. A Halász Árpád által 1963-ban írt jelentésben részletesen le van írva a barlang. A kéziratba bekerült egy helyszínrajz, amelyen látható a barlang földrajzi elhelyezkedése. A kéziratban van egy térkép, amelyen az egész barlang van ábrázolva, egy térkép, amelyen a Bazilika nevű terem van bemutatva, vannak fényképek, amelyeken a barlang látható, és vannak rajzok, amelyeken a barlang régészeti leletei figyelhetők meg.
1964 májusában az FTC Barlangkutató Szakosztály négy tagja (Balázs Dénes, Csekő Árpád, Quaiser Magdolna és Stefanik György) felmérte a barlangot, miután átjutottak az Ozoray György által járhatatlannak leírt részen. Ebben az évben, a felmérés alapján elkészült a barlang alaprajz térképe, kifejtett hosszmetszet térképe és 9 keresztmetszet térképe. Az alaprajz térképen, amelynek használatához a térképlapon fel van tüntetve az É-i irány, megfigyelhető a 9 keresztmetszet elhelyezkedése a barlangban. A térképek a Karszt és Barlang 1964. évi 2. félévi számában publikálva lettek a barlang leírásával és két fényképével együtt. A felmérés szerint a barlang 35,2 m hosszú. A barlanghoz egy 14,4 m hosszú, nem járható hasadék is tartozott. Az 1965. évi Karszt- és Barlangkutatási Tájékoztatóban az olvasható, hogy 50 m hosszú részét térképezték fel a barlangnak 1964-ben. Az 1966. évi Archaeologiai Értesítőben megjelent, Kalicz Nándor által írt tanulmányban meg van említve, hogy a Rókalyuk-barlangból (Érd, Szidónia-hegy), amely Budapest környékén elhelyezkedő lelőhely, szintén előkerültek a ludanicei csoport telepleletei. A Rókalyúk-barlang egyik lelete egy harangos csőtalpú töredék, mely hasonló telepleletek közül látott napvilágot.
Az 1984-ben megjelent, Magyarország barlangjai című könyv országos barlanglistájában szerepel a Budai-hegységben lévő barlang Kaptár-kői-barlang néven. A barlangot nevezik Hamzsabégi-barlangnak, Szidónia barlangnak és Rókalyuk-barlangnak is. A listához kapcsolódóan látható a Dunazug-hegység barlangjainak földrajzi elhelyezkedését bemutató 1:500 000-es méretarányú térképen a barlang földrajzi elhelyezkedése. Az 1986. évi Karszt és Barlangban megjelent bibliográfia regionális bibliográfia részében szerepel a barlang Kaptár-kői-barlang néven. Az összeállítás szerint a Karszt és Barlangban publikált írások közül 2 foglalkozik a barlanggal.
Az 1986-ban napvilágot látott, Torma István által szerkesztett régészeti topográfia szerint Diósdon, a Szidónia-hegy gerincén lévő lajtamészkő sziklában van a Szidónia-barlang (Rókalyuk-barlang) nevű sziklahasadék D-re tekintő bejárata. A barlang a 7/5. sz. lelőhely (barlang, rézkor, bronzkor, késő bronzkor, La Tène-kultúra). Halász Árpád 1940-ben fedezte fel a barlangot, majd Nemeskéri János Gallus Sándorral és Mithay Sándorral tárta fel a barlang 14 m hosszú folyosóját és első kis termét. A barlangban leástak a sziklatalpig, amely 30–40 cm vastag kitöltés alatt volt. Régészeti szempontból meddő volt a barlang belseje, csak a barlang előteréből és bejáratából (?) került elő egy-két cserép (Magyar Nemzeti Múzeum, Régészeti Osztály, Őskori gyűjtemény 4/1943.4.), amelyek humuszban voltak. Halász Árpád is talált leleteket (MNM RŐ 4/1943.1–3.; 44/1943.1–5.; MNM Cserépleltár 9/1943.) a barlangban. Kaptárkői-sziklahasadék a barlang neve Ozoray György szerint (1962), aki ismertette a barlangot és publikálta a barlang alaprajz térképét. Ozoray György barlangleírásában nagyon eltérnek a barlang méretei a korábban ismert méretektől.
A bükki kultúrához sorolható 5 cserép (MNM Cserépleltár 9/1943.), mert jellegzetes a díszítésük, de ezeket valószínűleg a múzeumban keverték a lelőhely leleteihez. Többen is foglalkoztak a barlang középső rézkori leletanyagában lévő harangos csőtalpú tál és egy füles fazék töredékeivel (MNM RŐ 4/1943.4.), amelyek Patay Pál szerint a bodrogkeresztúri kultúra észak-magyarországi, perifériális, helyi színezetű csoportjába tartoznak, Kalicz Nándor viszont a ludanicei csoporthoz sorolta azokat. A füles fazekat megemlítette Kutzián Ida. Ezenkívül középső rézkori néhány, kettős kúpos tál töredéke (MNM RŐ 4/1943.4.; Cserépleltár 9/1943.). Az MNM-be került néhány, Halász Árpád által gyűjtött díszítetlen és seprűdíszes cserép (MNM RŐ 44/1943.1–5.) is, amelyek a nagyrévi kultúrába sorolhatók. Késő bronzkori egy síkozott perem, egy szürke urna töredéke pedig késő kelta (MNM Cserépleltár 9/1943.). A kiadványban van egy Diósd térkép, amelyen megfigyelhető a Kaptárkői-barlang földrajzi elhelyezkedése. A térképen 5-ös számmal van jelölve a lelőhely.
1991-ben az Acheron Barlangkutató Szakosztály négy tagja (Dianovszki Tibor, Lóránt Zsolt, Szabó Zoltán és Visnyei Zsolt) felmérte a barlangot, majd Szabó Zoltán a felmérés felhasználásával megrajzolta a Kaptárkői-barlang alaprajz térképét és két keresztmetszet térképét. Az alaprajz térképen, amelynek használatához a térképlapon fel van tüntetve az É-i irány, megfigyelhető a két keresztmetszet elhelyezkedése a barlangban. Az alaprajz térképen és a két keresztmetszet térképen 1:100 méretarányban van bemutatva a barlang. A felmérés szerint a barlang 30 m hosszú. A Duna–Ipoly Nemzeti Park Igazgatóság működési területén, a Budai-hegységben elhelyezkedő és 4710/7 kataszteri számú Kaptárkői-barlang, 2006. február 28-tól, a környezetvédelmi és vízügyi miniszter 8/2006. KvVM utasítása szerint, megkülönböztetett védelmet igénylő barlang. 2013. augusztus 12-től a belügyminiszter 43/2013. (VIII. 9.) BM rendelete szerint a Pest megyei, diósdi, 4710-7 barlangkataszteri számú és 10172 lelőhely-azonosítójú Kaptárkői-barlang régészeti szempontból jelentős barlangnak minősül.

## További irodalom
- Balázs Dénes: Érd és környéke földtörténeti vázlata. Földrajzi Múzeumi Tanulmányok, 1989. (6. sz.) 25–44. old.
- Kutzián Ida: Über südliche Beziehungen der ungarischen Hochkupferzeit. Acta Archaeologica Academiae Scientiarum Hungaricae, 1958. (9. köt.) 166. old. (A Torma István szerkesztette topográfia szerint említve van itt.)
- Kutzián Ida: Basatanya. Musaica, 1963. (14. köt.) 7. old.
- Kutzián Ida: The Copper Age Cemetery of Tiszapolgár-Basatanya. Archaeologica Hungarica, 1963. (42. köt.) 283. old.
- Patay Pál: A kállói kőpenge lelet. Folia Archaeologica, 1960. (12. köt.) 18. old.
- Patay Pál: Bodrogkeresztur-Dudince-Ludanice. Musaica, 1963. (14. köt.) 7. 15. oldal és a II. tábla 1–2.
- –: Egy kézirat a Magyar Nemzeti Múzeum Adattárban. 9.É.I.